# Somluck Kamsing
Somluck Kamsing (n. 16 ianuarie 1973, Khon Kaen⁠(d), Thailanda) este un boxer ce a reprezentat Thailanda, medaliat olimpic. A participat la 4 ediții ale Jocurilor Olimpice (1992, 1996, 2000, 2004) în care a câștigat o medalie de aur.